# NGC 2808
NGC 2808 ist die Bezeichnung eines Kugelsternhaufens im Sternbild Carina. NGC 2808 hat eine scheinbare Helligkeit von 6,9 mag und einen Durchmesser von 13,8 Bogenminuten. Dieser Haufen ist einer der wenigen Kugelsternhaufen am Winterhimmel, ist allerdings nur von sehr südlichen Breiten sichtbar. Die Lage dieses Kugelsternhaufens am Winterhimmel erhielt zusätzliche Brisanz durch die Entdeckung der Canis-Major-Zwerggalaxie im Jahre 2003. Genau wie Messier 79 und NGC 1851 scheint dieser Sternhaufen nicht zufällig in dieser Region des Himmels zu liegen, die ansonsten arm an solchen Objekten ist, denn er scheint seinen Ursprung nicht im Milchstraßensystem zu haben, sondern wurde zusammen mit jener Zwerggalaxie eingefangen. 
Das Objekt wurde am 7. Mai 1826 vom schottischen Astronomen James Dunlop entdeckt.